# Стюарт, Боб
Боб Стюарт (англ. Bob Stewart; р. 3 февраля 1945, Южная Дакота) – американский чернокожий джазовый тубист.

## Биография
Родился 3 февраля 1945 года в штате Южная Дакота, США. Стюарт заслужил статус свободного музыканта. Получил степень бакалавра в музыке в Колледже исполнительных видов искусства Филадельфии, а также звание магистра в Lehman College Graduate School. Учился в Fiorello H. LaGuardia High School of Music & Art and Performing Arts в Нью-Йорке. На сегодняшний день является профессором в Juilliard School и «заслуженным лектором» в Lehman College.